# Chiesa di Maria Santissima del Rosario (Positano)
La chiesa di Maria Santissima del Rosario (già chiesa del Santo Rosario) è una chiesa sussidiaria di Positano e sorge in piazza Mulini.

## Storia
La chiesa è situata in piazza dei Mulini, è priva di campanile e ha un'origine molto antica. Fu parte del complesso domenicano fondato nel 1614, soppresso nel 1652 da papa Clemente X. Così la chiesa, spogliata di gran parte dei suoi tesori, fu trasformata in tribunale. In seguito, restituita al culto, divenne sede della congrega del Santo Rosario. Dopo il crollo della sacrestia a causa del terremoto del 1980, la chiesa è stata ancora una volta interdetta al culto e finalmente riaperta nel 2006.

## Descrizione
Si compone di un'unica navata rettangolare con volta a botte. Il portale in tufo è riccamente scolpito e sulla sommità è collocata una finestra in vetri policromi di moderna fattura raffigurante "l'Annunciazione". All'interno vi sono alcune lapidi sepolcrali e, nella zona presbiteriale, conserva un sarcofago romano di incerta provenienza, raffigurante un corteo danzante. Al centro dell'altare, in una nicchia, è custodita la statua ottocentesca della Madonna del Rosario, che si festeggia solennemente il 7 ottobre.